# Wilfried Van Assche
Wilfried Van Assche is een Belgisch voormalig bedrijfsleider.

## Levensloop
Wilfried Van Assche studeerde kwantitatieve economie aan de Universiteit Antwerpen en behaalde een MBA aan de Cornell-universiteit in de Verenigde Staten. Na zijn studies werkte hij achttien jaar voor Procter & Gamble, waar hij zijn carrière beëindigde als algemeen directeur Scandinavië. Van 2001 tot 2003 was hij operationeel directeur van Ontex. Hij verhuisde het hoofdkantoor van de luierfabrikant naar Zele en begeleidde de overname van Ontex door het private-equityfonds Candover. Vervolgens werkte hij enige tijd als onafhankelijk consultant.
In november 2005 volgde hij Luc Van den Bossche op als CEO van BIAC, de exploitatiemaatschappij van Brussels Airport. In september 2009 nam hij ontslag als CEO van BIAC. Financieel directeur Arnaud Feist volgde hem op.
Sinds oktober 2016 is Van Assche mentor van het acceleratorprogramma Birdhouse, waar hij sinds maart 2019 voorzitter van de raad van bestuur is.
Hij was tevens onafhankelijk lid van de raad van bestuur van bpost bank (voorheen Bank van de Post). Verder was hij eigenaar van een wijndomein in Zuid-Afrika.